# Östra Husby
Östra Husby är en tätort mitt på Vikbolandet i Norrköpings kommun och kyrkbyn i Östra Husby socken, belägen drygt 20 kilometer öster om Norrköping.

## Ortnamnet
Namnet Östra Husby ska i detta fall relateras till Västra Husby som ligger väster om Söderköping.
Byar med namnet Husbyar anses höra till den tidigmedeltida administrativa indelningen. De brukar ligga strategiskt i sin bygd, och utgjorde ofta ett slags förråd för närmaste kung, förvaltat av hans Bryte. 

## Befolkningsutveckling
(Fortsätt scrolla ner för att se befolkningsutveckling)
| Befolkningsutvecklingen i Östra Husby 1960–2020 | Befolkningsutvecklingen i Östra Husby 1960–2020 | Befolkningsutvecklingen i Östra Husby 1960–2020 | Befolkningsutvecklingen i Östra Husby 1960–2020 | Befolkningsutvecklingen i Östra Husby 1960–2020 |
| ----------------------------------------------- | ----------------------------------------------- | ----------------------------------------------- | ----------------------------------------------- | ----------------------------------------------- |
|                                                 |                                                 |                                                 |                                                 |                                                 |
| År                                              |                                                 |                                                 | Folkmängd                                       | Areal (ha)                                      |
| 1960                                            | 1960                                            |                                                 | 242                                             |                                                 |
| 1965                                            | 1965                                            |                                                 | 256                                             |                                                 |
| 1970                                            | 1970                                            |                                                 | 539                                             |                                                 |
| 1975                                            | 1975                                            |                                                 | 732                                             |                                                 |
| 1980                                            | 1980                                            |                                                 | 849                                             |                                                 |
| 1990                                            | 1990                                            |                                                 | 818                                             | 77                                              |
| 1995                                            | 1995                                            |                                                 | 817                                             | 82                                              |
| 2000                                            | 2000                                            |                                                 | 779                                             | 82                                              |
| 2005                                            | 2005                                            |                                                 | 774                                             | 82                                              |
| 2010                                            | 2010                                            |                                                 | 792                                             | 83                                              |
| 2015                                            | 2015                                            |                                                 | 868                                             | 119                                             |
| 2020                                            | 2020                                            |                                                 | 882                                             | 127                                             |
|                                                 |                                                 |                                                 |                                                 |                                                 |